# Química técnica
La  química técnica o ingeniería química, se ocupa de los aspectos relativos a:
- la concepción
- la investigación
- el desarrollo
- el diseño
- la supervisión
- la operación

de instalaciones y procesos industriales que dependan en su totalidad o en parte de un proceso químico.